# Кандело
Кандело (итал. Candelo) — коммуна в Италии, располагается в регионе Пьемонт, в провинции Бьелла.
Население составляет 7994 человека (2008 г.), плотность населения составляет 520 чел./км². Занимает площадь 15 км². Почтовый индекс — 13878. Телефонный код — 015.
Покровителем коммуны почитается священномученик Лаврентий, архидиакон, празднование 10 августа.

## Демография
Динамика населения:

## Администрация коммуны
- Официальный сайт: http://www.comune.candelo.bi.it/